# Alberton-Roseville
Pour les articles homonymes, voir Alberton et Roseville.
Circonscription électorale provinciale du Canada
Alberton-Roseville est une ancienne circonscription électorale provinciale de l'Île-du-Prince-Édouard (Canada). 
La circonscription est créée en 1996 à partir de portions des circonscriptions de 1er Prince et 2e Prince. Elle porte en fait le nom Alberton-Miminegash jusqu'en 2007.

## Liste des députés
| Alberton-Roseville                                       | Alberton-Roseville | Alberton-Roseville        | Alberton-Roseville | Alberton-Roseville | Alberton-Roseville |
| Nom                                                      | Nom                | Parti                     | Mandat             | Législature        |                    |
| -------------------------------------------------------- | ------------------ | ------------------------- | ------------------ | ------------------ | ------------------ |
| Pour la période 1873-1996, voir 1er Prince et 2e Prince. |                    |                           |                    |                    |                    |
|                                                          | Hector MacLeod     | Libéral                   | 1996 - 2000        | 60e                |                    |
|                                                          | Cletus Dunn        | Progressiste-conservateur | 2000 - 2003        | 61e                |                    |
|                                                          | Cletus Dunn        | Progressiste-conservateur | 2003 - 2007        | 62e                |                    |
|                                                          | Pat Murphy         | Libéral                   | 2007 - 2011        | 63e                |                    |
|                                                          | Pat Murphy         | Libéral                   | 2011 - 2015        | 64e                |                    |
|                                                          | Pat Murphy         | Libéral                   | 2015 - 2019        | 65e                |                    |

## Géographie
La circonscription comprend la ville d'Alberton.